# Strajk japoński
Strajk japoński – legenda miejska przedstawiająca formę strajku aktywnego w Japonii, polegającą na wykonywaniu przez pracowników obowiązków służbowych w sposób skrajnie zwiększający ilość produkcji, co w przypadku produkcji taśmowej powoduje zapchanie systemu i zatrzymanie ciągu pracy. W rzeczywistości w Japonii żaden strajk nie przybiera takiej formy, co najwyżej pracownicy, którzy w tym kraju często pracują w nadgodzinach, podczas strajku opuszczają miejsce pracy o czasie.
Mit ma swoje źródło w latach 40. XX w., kiedy to Toyota, zmieniwszy systemy zamówień i produkcji części, stanęła w sytuacji nadprodukcji i zalegania w magazynach niesprzedanego asortymentu. Pod koniec wojny, stojąc przed obliczem bankructwa, firma zaczęła zwalniać część załogi, co poskutkowało długotrwałym strajkiem pracowników. Pojęcie zostało rozpowszechnione w późniejszych latach w Hiszpanii i Ameryce Łacińskiej jako nadinterpretacja tych zdarzeń i funkcjonuje do dziś jak zwrot huelga a la japonesa.